# Cargoclix
Cargoclix ist ein Internetmarktplatz für die elektronische Ausschreibung von Transporten und Logistikleistungen sowie ein Anbieter von modularen Zeitfenstermanagement-Systemen. 

## Angebot
Mit „Cargoclix TENDER“ können Kontrakte für Transporte auf Straße, Schiene, Luftfracht, See- und Binnenschifffahrt, Kurier-Express-Paketdienstleistungen sowie Logistikdienste weltweit ausgeschrieben werden.
Mit „Cargoclix SLOT“ wird Zeitfenstermanagement angeboten. Dies dient zur Optimierung der Abläufe an der Rampe.
Auf die Systeme von Cargoclix greifen mehr als 100.000 registrierte Nutzer (Stand: November 2021) aus Industrie, Handel und Spedition zurück.

## Betreiber
Cargoclix wird von der Dr. Meier & Schmidt GmbH betrieben, die auch die Marke Cargoclix angemeldet hat. Das deutsche IT-Unternehmen wurde 1998 gegründet und hat seinen Sitz in Freiburg im Breisgau.